# Saint-Géry, Lot

Saint-Géry este o comună în departamentul Lot din sudul Franței. În 2009 avea o populație de 465 de locuitori.

## Evoluția populației
| An        | 1975 | 1982 | 1990 | 1999 | 2006 | 2009 |
| --------- | ---- | ---- | ---- | ---- | ---- | ---- |
| Populație | 317  | 318  | 300  | 349  | 433  | 465  |